# Cenani Mehmed Kadri Pascià
Pascià Cenani Mehmed Kadri, noto anche come Kadri Pascià (Gaziantep, 1832 – Edirne, 11 febbraio 1884), è stato un politico ottomano.
Fu Gran Visir dell'Impero ottomano durante il regno di Abdul Hamid II dal 9 giugno 1880 al 12 settembre 1880. Dall'11 febbraio 1876 al 4 febbraio 1877 fu anche sindaco (şehremini) di Costantinopoli.

## Biografia
Kadri Pascià nacque nel 1832 ad Antep ed era figlio di Cenanizade Ishak Pascià, che aveva ricevuto diverse volte l'incarico di wali (governatore) di Cipro. Dopo aver acquisito la sua istruzione di base, padroneggiando l'arabo e il persiano e aver studiato scienze e letteratura islamiche nella sua città natale, Kadri si trasferì a Costantinopoli, dove si sarebbe ulteriormente istruito in inglese e francese, oltre che nelle moderne scienze occidentali.
Il suo mandato nel servizio civile iniziò con una posizione come registro della popolazione ad Antep, ma presto i suoi superiori vennero aumentarono la loro considerazione quando si trasferì a Costantinopoli. 
Kadri Pascià, che è stato per un periodo sotto segretario al Ministero dei Lavori pubblici e successivamente nominato al Sesto Ufficio Municipale, è stato nominato Şehremaneti (sindaco), e dopo un breve periodo al Ministero dei Lavori Pubblici e al Sottosegretariato della Marina, è stato riconfermato Şehremaneti. Rimase in questo incarico per 1 anno, in seguito prestò servizio come capo di stato e governatore del Consiglio di Stato di Sivas e Baghdad tra il 5 febbraio 1877 e il 4 febbraio 1878. quando tornò a Istanbul come Ministro degli affari interni e da qui fu nominato al Ministero del Commercio, in seguito prestò servizio come Gran Visir per un breve periodo, poi fu nominato wali del Vilayet di Adrianopoli (l'attuale Edirne) e qui morì l'11 febbraio 1884. La sua tomba è all'esterno del Sezai Dergahı.